# 帕夫雷什

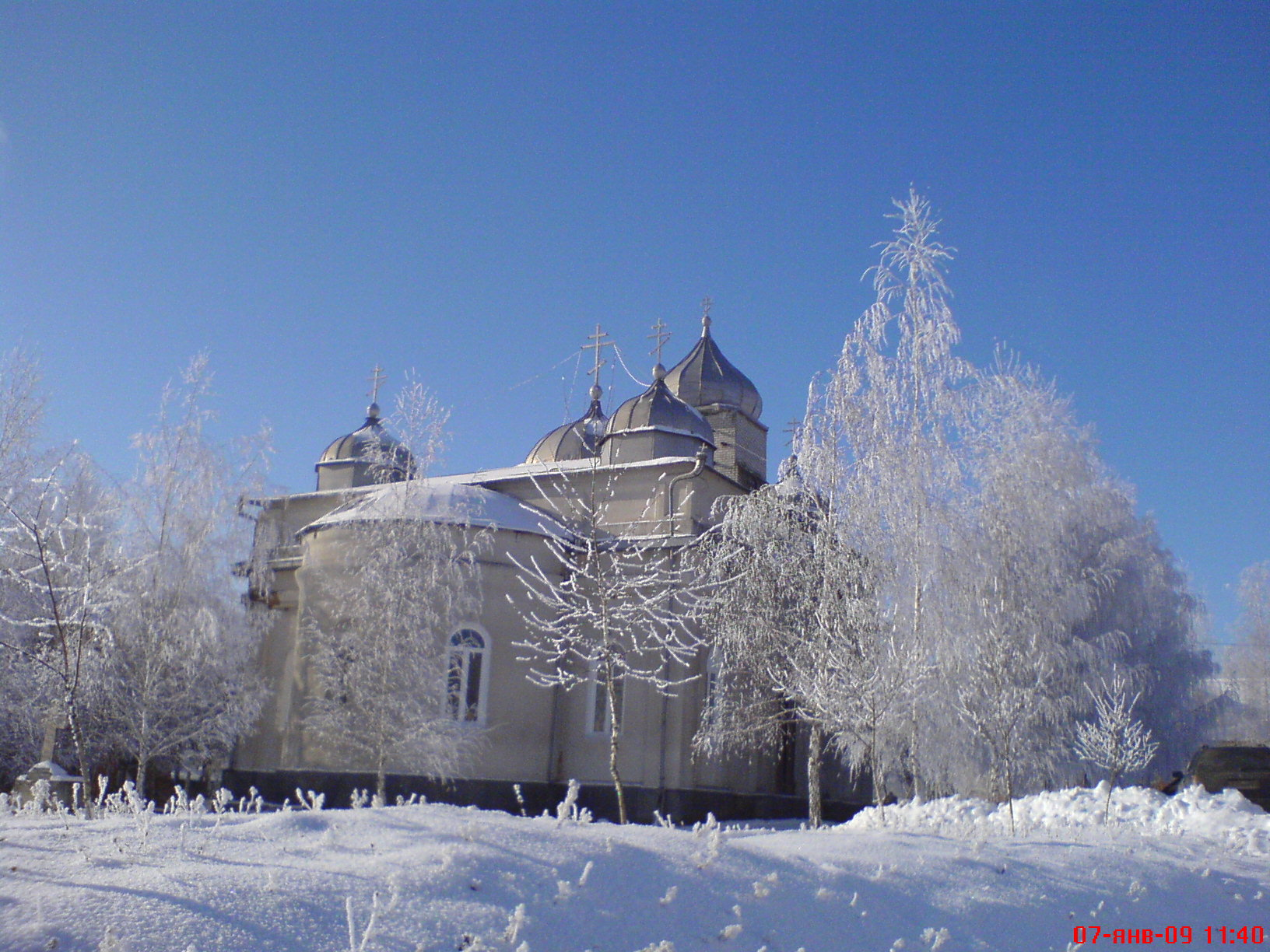
教堂冬景

帕夫雷什（烏克蘭語：Павлиш）是烏克蘭中部基洛夫格勒州亞歷山德里亞區奥努夫里伊夫卡市镇内的市級鎮。處於克羅皮夫尼茨基以北91公里，始建於1610年，海拔高度99米，2004年人口4,882。